# Owensboro
La ville d’Owensboro est le siège du comté de Daviess, dans le Kentucky, États-Unis, au sud-est d’Evansville (Indiana), le long de la rivière Ohio. Lors du recensement de 2010, sa population s’élevait à 57 265 habitants, 114 752 dans l’agglomération. C’est la troisième ville de l’État après Louisville et Lexington.

## Histoire
Owensboro a été fondée dans les années 1790 par William « Bill » Smeathers. À l’époque, la localité s’appelle Yellow Banks. Le premier bureau de poste ouvre en 1806. En 1817, Yellow Banks est incorporée en tant que ville sous le nom d’Owensborough. La ville est nommée ainsi en hommage au colonel Abraham Owen (auquel on doit aussi le nom du comté d'Owen, dans le Kentucky). Le nom actuel date de 1893.

### À noter
La ville a été le théâtre de la dernière pendaison publique aux États-Unis. Le 14 août 1936, l’Afro-Américain Rainey Bethea est exécuté pour le meurtre et le viol d’une femme de 70 ans.

## Culture locale et patrimoine

### Musées
- Musée des Beaux-Arts d'Owensboro ;
- Musée des Sciences et d'Histoire d'Owensboro

### Culture musicale
- L'International Bluegrass Music Association, organisation chargée de promouvoir la musique bluegrass ;
- L'International Bluegrass Music Museum, musée consacré à la musique bluegrass ;
- L'International Bluegrass Music Hall of Fame, temple de la renommée des musiciens et chanteurs de bluegrass

## Transports
La ville est desservie par un aéroport (Owensboro-Daviess County Regional Airport,  code AITA : OWB, code OACI : KOWB, code FAA : OWB).

## Personnalités nées à Owensboro
- 7 février 1947 : Darrell Waltrip, pilote de NASCAR
- 30 avril 1963 : Michael Waltrip, pilote de NASCAR
- 9 juin 1963 : Johnny Depp, acteur et réalisateur
- 30 juillet 1981 : Nicky Hayden (alias Kentucky Kid), pilote moto.

## Événements
- Owensboro se considère la capitale mondiale du barbecue. Tous les ans, la ville tient un festival, l'International Bar-B-Q Festival  en mai.